# Departamento de Soriano

Mapa del departamento de Soriano.

Soriano es uno de los diecinueve departamentos que componen la República Oriental del Uruguay. Su capital y ciudad más poblada es Mercedes.
Está ubicado al oeste del país, limitando al norte con el río Negro que lo separa del departamento de Río Negro, al este con Flores, al sur con Colonia y al oeste con el río Uruguay que lo separa de la República Argentina. Pese a estar muy próximo al límite de San José, no mantiene límites con este ni tampoco se crea un cuatrifinio.

## Historia
Esta región estuvo habitada por varias "tribus" de aborígenes desde hace miles de años, como lo atestigua el hallazgo de un antropolito en 1891.
Su localidad más antigua, Villa Soriano, es la que ha dado nombre al departamento. Ubicada prácticamente en la desembocadura del río Negro con el río Uruguay, fue fundada como reducción de indios por los franciscanos en 1624 con el nombre de Santo Domingo Soriano, por lo que es la más antigua del país, aunque hubo discontinuidades en su existencia.
El “Puerto de las Naos” de Gaboto fue establecido hacia fines de mayo de 1527 en la margen sur del río San Salvador. 
Este asentamiento español se identificó,  arqueológicamente a través de los agujeros de postes, de fogones, restos de comida, material cerámico europeo (mayólica) y cuentas de vidrio del siglo XVI, reconociéndose además la estructura de una pared de adobe.
El departamento es de los seis más antiguos del país junto con Montevideo, Canelones, Colonia, San José y Maldonado, todos fundados el 27 de enero de 1816, a los cuales se les sumaría posteriormente Paysandú, Cerro Largo y Durazno, conformando así los nueve departamentos fundadores al momento de la jura de la Constitución de 1830.

## Geografía

### Ubicación
Ubicado en el litoral oeste del territorio, limita al norte con el departamento de Río Negro, al este con el de Flores, al sur con el de Colonia, y al oeste con la República Argentina, de la cual está separado por el río Uruguay. Tiene además un pequeño lugar de contacto con San José al sureste: la villa Ismael Cortinas.

### Hidrografía
El departamento de Soriano está irrigado por las aguas del río Uruguay y las cuencas de dos grandes afluentes de este, el río Negro y el río San Salvador.
Del río Uruguay desembocan directamente los arroyos de la Agraciada y el Arenal Grande.
En el San Salvador desaguan los arroyos Espinillo, Bizcocho, del Águila, del Corralito y el Arroyo San Martín.
En el río Negro desembocan los arroyos Bequeló, Cololó, Vera y el Grande, desembocando a través de él los arroyos del Perdido y del Durazno.

## Clima
Con clima cálido y húmedo (17,5 °C y 1050 mm de promedio anual), el agua de las precipitaciones es canalizada por una densa red de drenaje derivada a los ríos Negro y San Salvador, que sumado a unos de los Índices CONEAT más alto del país, con suelos de más de 40 cm de Horizonte A, permite mantener una de las mejores producciones agrícola-ganadera de todo el Uruguay.
Diferentes prácticas sustentables con el suelo y la aplicación de tecnologías de punta permiten obtener las cosechas con mayor calidad y rendimiento del Uruguay. Predominan los cultivos de trigo, soja, cebada, girasol, maíz y sorgo.
Su área explotada para la agropecuaria posee 50000 hectáreas rotativas, y el 46,9 % de la superficie sembrada de soja en el país.
Posee una destacada ganadería, con gran destaque en la cría y engorde de ganado, presentando en el sector ovino, los mejores lanares Corriedale-Merilin del país.
En apicultura posee más del 40% de la producción nacional de miel.

## Gobierno
De acuerdo con el artículo 262 de la Constitución de la República, en materia de administración departamental "el Gobierno y Administración de los Departamentos, con excepción de los servicios de seguridad pública, serán ejercidos por una Junta Departamental y un Intendente. Tendrán su sede en la capital de cada departamento e iniciarán sus funciones sesenta días después de su elección."
Además, "el Intendente, con acuerdo de la Junta Departamental, podrá delegar en las autoridades locales el ejercicio de determinados cometidos en sus respectivas circunscripciones territoriales"(...).

### Ejecutivo
La Intendencia municipal es el órgano ejecutivo del departamento. El Intendente es electo de forma directa con cuatro suplentes, por un período de cinco años con posibilidad de reelección. El Intendente actual es Guillermo Besozzi.

### Legislativo
La legislatura está ejercida por una Junta Departamental compuesta de 31 ediles o concejales, con tres suplentes, que acompañan a las listas electorales y son elegidos de forma democrática. Los ediles son los encargados de proponer reformas municipales, decretos e impuestos, así como cualquier otro proyecto que estimen conveniente coordinar con el Intendente. Estos cumplen la función del Poder Legislativo a nivel departamental.

### Municipios

Los municipios del departamento de Soriano a 2020:
1) Municipio de Cardona.
2) Municipio de Dolores.
3) Municipio de José Enrique Rodó.
4) Municipio de Palmitas.
El territorio representado de color gris corresponde al área departamental no municipalizada hasta el momento.

| Mapa | Municipio         | Superficie (km²) | Población (2011) | Sede              |
| ---- | ----------------- | ---------------- | ---------------- | ----------------- |
|      | Cardona           | 356.1            | 5316             | Cardona           |
|      | Dolores           | 413.7            | 20287            | Dolores           |
|      | José Enrique Rodó | 393.6            | 2414             | José Enrique Rodó |
|      | Palmitas          | 178.7            | 2351             | Palmitas          |
|      | Villa Soriano     |                  |                  | Villa Soriano     |

## Infraestructura

### Transporte
Soriano cuenta con una amplia red de carreteras. Sobre su territorio circulan las rutas nacionales 2, 12, 14, 55, 57, 95, 96 y 105, que lo conectan con el resto del país.
Además existe una línea de ferrocarril que parte desde el pueblo Veinticinco de Agosto en dirección noroeste hacia Mercedes. El 20 de abril de 1979 se inauguró la extensión de 17 km Mercedes-Ombucito, enlazando por ferrocarril Río Negro con Soriano y con ello el oeste uruguayo con el alto litoral. La línea se mantuvo activa hasta 1985 para pasajeros y hasta 1998 para cargas, siendo oficialmente cerrada en 2002. El 2 de julio de 2021 se dispuso el desmantelamiento de la traza ferroviaria sobre el puente mixto Líber Seregni del tramo Mercedes-Ombucito con motivo de ampiar el número de carriles a dos por sentido sobre la ruta 2 en la parte carretera, alegando que la vía férrea estaba abandonada desde 1998 y no en condiciones de soportar el peso de un tren.
En la ciudad de Mercedes se encuentra el Aeropuerto Departamental Ricardo Detomasi, que sirve para vuelos domésticos.

## Centros urbanos
Pueblos o ciudades con una población de 1000 o más personas (datos del censo del año 2023, a menos que se indique una fecha distinta.):
| Localidad          | Población |
| ------------------ | --------- |
| Mercedes           | 43 543    |
| Dolores            | 18 447    |
| Cardona            | 5186      |
| Palmitas           | 2218      |
| José Enrique Rodó  | 2070      |
| Chacras de Dolores | 1296      |
| Villa Soriano      | 1290      |
| Santa Catalina     | 1013      |

Otras localidades con menos de 1000 habitantes (censo 2023) son:
- Egaña (815 hab.)
- Risso (634 hab.)
- Agraciada (513 hab.)
- Sacachispas (437 hab.)
- Cañada Nieto (421 hab.)
- Palmar (346 hab.)
- Perseverano (150 hab.)
- Castillos (136 hab.)
- La Concordia (127 hab.)
- Palo Solo (122 hab.)
- El Tala (110 hab.)
- Lares (Menos de 100 hab.)
- La Loma (Menos de 100 hab.)
- Colonia Concordia (Menos de 100 hab.)
- J. Jackson (Menos de 100 hab.)
- Cuchilla del Perdido (Menos de 100 hab.)
- Playa de los Treinta y Tres (Casa Blanca) (Menos de 100 hab.)